# Elysitanion hansenii
Elysitanion hansenii är en gräsart som först beskrevs av Frank Lamson Scribner, och fick sitt nu gällande namn av Wray Merrill Bowden. Elysitanion hansenii ingår i släktet Elysitanion och familjen gräs. Inga underarter finns listade i Catalogue of Life.